# Merveille Goblet
Merveille Goblet (Jette, 20 novembre 1994) è un calciatore belga, portiere del Knokke.

## Carriera

### Club
È cresciuto nelle giovanili dello Standard Liegi.

### Nazionale
Ha giocato nelle nazionali giovanili belghe Under-16, Under-17, Under-18 ed Under-19.

## Statistiche

### Presenze e reti nei club
Statistiche aggiornate al 30 gennaio 2017.
| Stagione                | Squadra                 | Campionato              | Campionato | Campionato | Coppe nazionali | Coppe nazionali | Coppe nazionali | Coppe continentali | Coppe continentali | Coppe continentali | Altre coppe | Altre coppe | Altre coppe | Totale | Totale | Totale |
| Stagione                | Squadra                 | Comp                    | Pres       | Reti       | Comp            | Pres            | Reti            | Comp               | Pres               | Reti               | Comp        | Pres        | Reti        | Pres   | Reti   |        |
| ----------------------- | ----------------------- | ----------------------- | ---------- | ---------- | --------------- | --------------- | --------------- | ------------------ | ------------------ | ------------------ | ----------- | ----------- | ----------- | ------ | ------ | ------ |
| 2013-2014               | Tubize-Braine           | D2                      | 16         | -27        | CB              | 0               | 0               |                    | -                  | -                  |             | -           | -           | 16     | -27    |        |
| 2014-2015               | Tubize-Braine           | D2                      | 34         | -40        | CB              | 1               | -3              |                    | -                  | -                  |             | -           | -           | 35     | -43    |        |
| Totale Waasland-Beveren | Totale Waasland-Beveren | Totale Waasland-Beveren | 50         | -67        |                 | 1               | -3              |                    | -                  | -                  |             | -           | -           | 51     | -70    |        |
| 2015-2016               | Waasland-Beveren        | D1                      | 14         | -18        | CB              | 1               | -2              |                    | -                  | -                  |             | -           | -           | 15     | -20    |        |
| 2016-2017               | Waasland-Beveren        | D1                      | 10+8       | -14;-12    | CB              | 0               | 0               |                    | -                  | -                  |             | -           | -           | 18     | -26    |        |
| 2017-2018               | Waasland-Beveren        | D1                      | 5          | -10        | CB              | 1               | 0               |                    | -                  | -                  |             | -           | -           | 6      | -10    |        |
| Totale carriera         | Totale carriera         | Totale carriera         | 87         | -121       |                 | 3               | -5              |                    | -                  | -                  |             | -           | -           | 90     | -126   |        |